# Schattenspiel

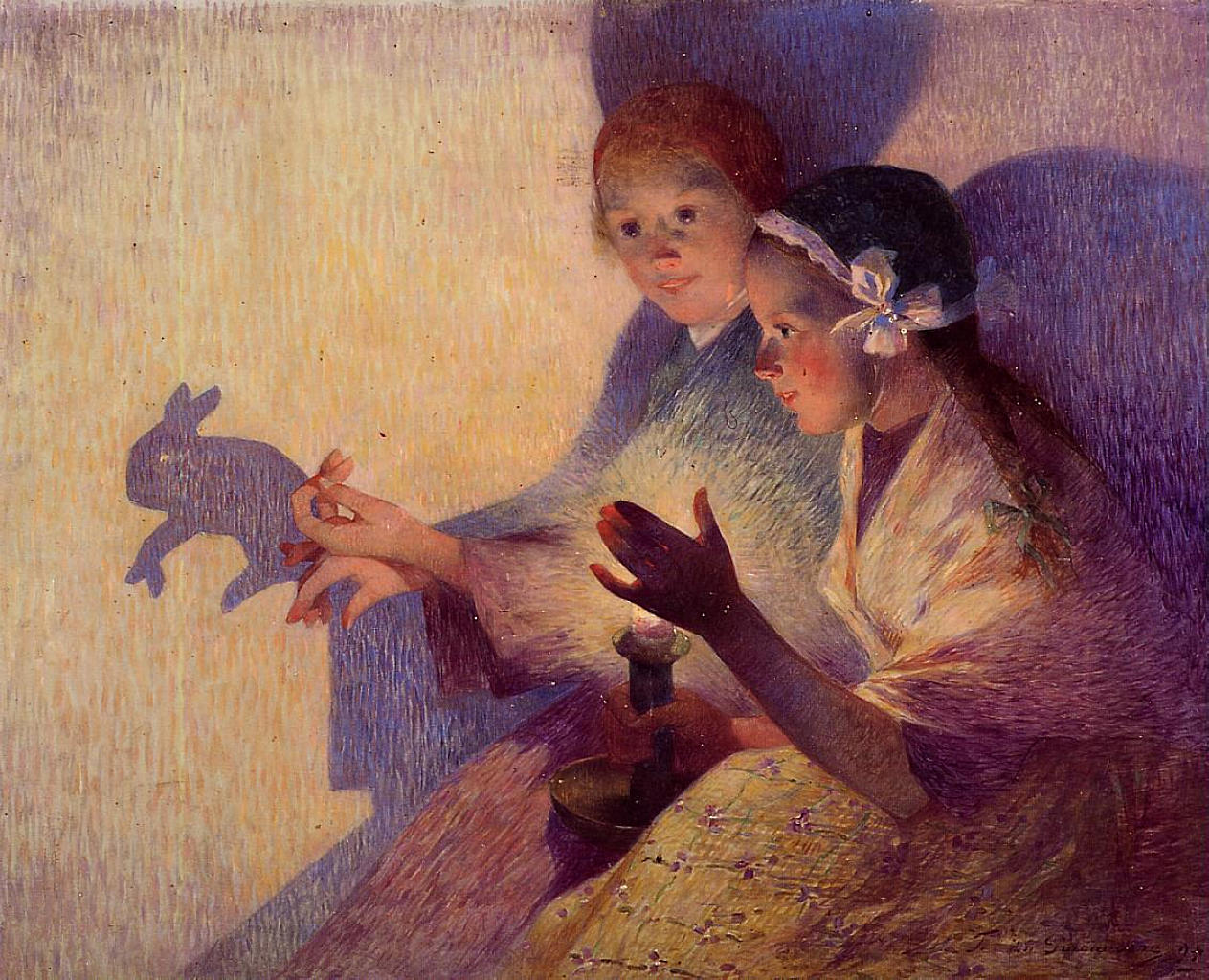
Ferdinand du Puigaudeau: Chinesische Schatten, der Hase. Ölmalerei von 1895

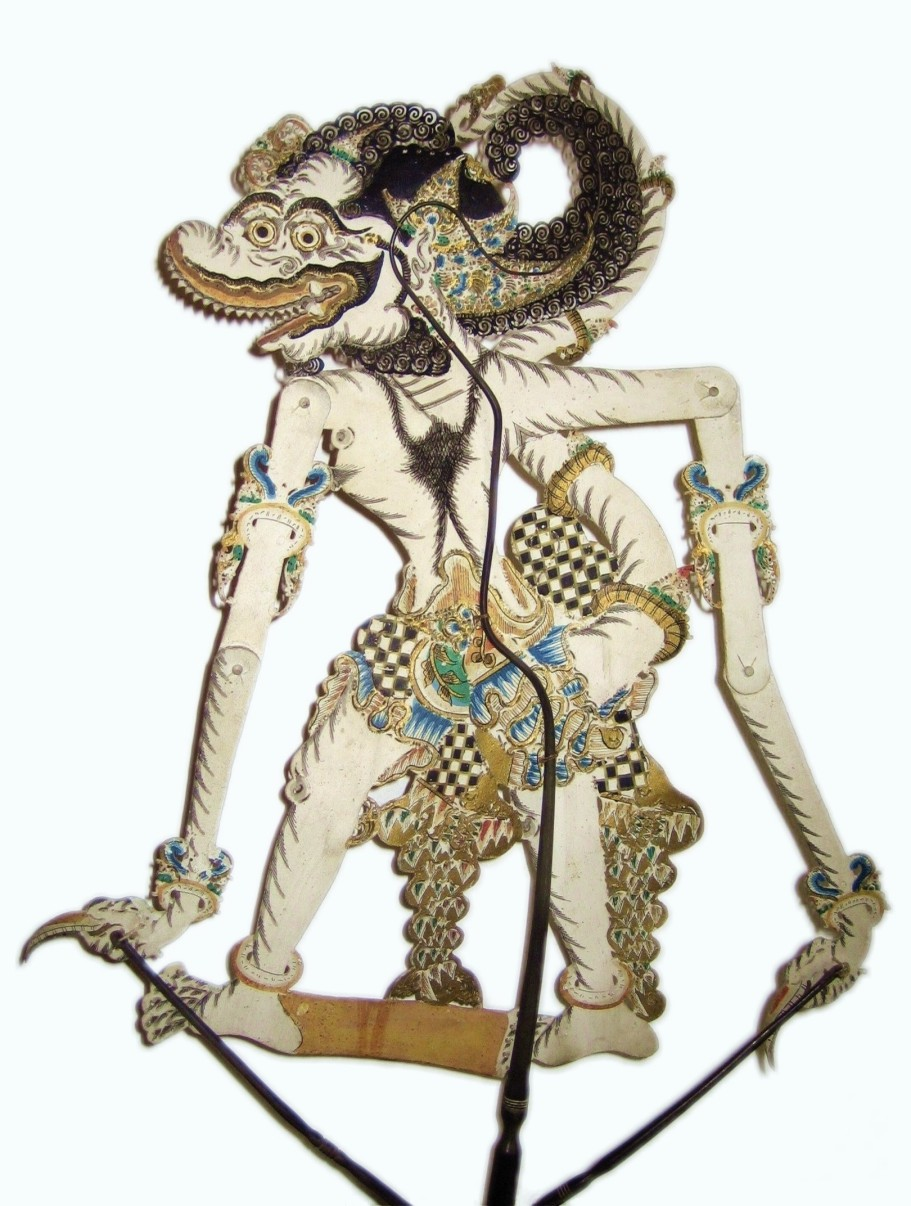
Wayang-Kulit-Figur

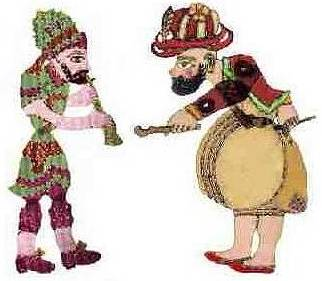
Karagöztheater: Karagöz und Hacivat

Das Schattenspiel, auch Schattentheater, ist eine Form des Theaters, bei der eine Geschichte erzählt wird, indem Schatten auf eine beleuchtete Fläche geworfen werden. 

## Schatten
Zur Erzeugung der Schatten werden oft zweidimensionale, manchmal mit farbigen Folien bespannte Figuren verwendet, die dicht hinter der Leinwand geführt werden. Auch können dreidimensionale Figuren oder Schauspieler die Schatten auf die Leinwand werfen. Wenn die Lichtquelle hinter der Projektionsfläche punktförmig ist, sind Figuren auch dann scharf zu erkennen, wenn sie vom Schirm weiter entfernt werden. Sie erscheinen dann vergrößert oder in verzerrten Proportionen. Liegt dagegen eine diffuse Lichtquelle vor, erscheinen die Figuren nur scharf, wenn sie nahe der Projektionsfläche sind. Mehrere farbige Lichtquellen können zur Erzeugung farbiger Schattenabbilder führen. „Negative“ Schatten erreicht man, wenn man eine Schablone verwendet, die die gesamte Projektionsfläche ausfüllt. Hiermit erscheint die Figur weiß. Manche Schattenfiguren haben in sich eine Mechanik, um Bewegungen echter wirken zu lassen.

## Publikum
Bei einer durchscheinenden Projektionsfläche sitzt das Publikum meist auf der der Lichtquelle abgewandten Seite. Beim indonesischen Schattentheater Wayang-Kulit können die Zuschauer manchmal wahlweise von der Rückseite der Schattenspielbühne dem Schattenspieler bei der Arbeit zusehen.

## Ton
Beim Schattenspiel kann die Erzeugung der Hör- und der Seheindrücke getrennt stattfinden. Ein Sprecher erzählt die Geschichte, während ein Schattenspieler die Schatten erzeugt.

## Geschichte
Das chinesische Schattentheater (皮影戲, Píyǐngxì), das Wayang-Kulit-Theater in Indonesien, das Sbek Thom in Kambodscha und das Nang Yai oder Nang Talung in Thailand haben eine jahrhundertealte Tradition. Im Mittelalter kam das Schattenspiel nach Kleinasien, wo es als Karagöztheater heute noch während des Ramadan Tradition hat. Während der osmanischen Herrschaft kam es nach Griechenland, wo es Karagiozis heißt. Nach Europa kam das Schattentheater wahrscheinlich jedoch direkt aus Asien. Hier ersetzte es als Laientheater vor allem im ländlichen Raum das klassische Theater für die Unterschicht. Im 18. und 19. Jahrhundert erfreute sich das Schattenspiel in Europa großer Beliebtheit, besonders in Frankreich als ombres chinoises.

### Geschichte der Technik des Schattentheaters in Deutschland
Seit der Blütezeit des Schattentheaters in der Romantik wurden vor allem in Frankreich (1885 im Kabarett Le Chat noir) und später in Deutschland („Schwabinger Schattenspiele“) immer bewegungsfähigere Figuren entwickelt. Mit Steckmechanismen kann der Spieler Figuren auf einer Spielschiene fixieren. So ist es möglich, über das traditionelle Bewegen allein der Arme der Figur hinaus weitere differenzierte Animationen vorzunehmen. Diese Entwicklung förderten in Deutschland zu Beginn des 20. Jahrhunderts vor allem E. M. Engert und M. Cordes, die mit Koppelung von Figurenteilen und Fadenzügen erstaunlich lebendig wirkende Szenen entstehen ließen. Mitte des 20. Jahrhunderts setzte der Maschinenbauingenieur Otto Kraemer mit vielen Inszenierungen und Publikationen neue Maßstäbe. Alle zwei Jahre findet in Hannover ein Festival des klassischen Schattentheaters statt.

## Modernes Schattentheater
Das moderne Schattentheater entwickelt sich seit etwa 1980 und ist vor allem in Europa, Nordamerika, Australien und Japan verbreitet. Als seine Wegbereiter gelten Fabrizio Montecchi vom „Teatro Gioco Vita“ aus Italien, Luc Amoros von der „Compagnie Amoros et Augustin“ aus Frankreich und der 1998 verstorbene Schweizer Physiker Rudolf Stössel.

### Unterschied zwischen Tradition und Moderne
Zeichnet sich das traditionelle asiatische Schattenspiel seit jeher durch feststehendes Licht, flache, am rechteckigen Schattenschirm geführte Figuren und hinter der Leinwand stehende Spieler aus, ist das zeitgenössische Schattentheater eine Ausdrucksform, bei der sowohl das Licht als auch die Schattenobjekte im Raum bewegt werden können. 
Auslöser dieser neuen Theaterform war die Entwicklung des Halogenlichtes, dessen kleine punktförmige Abstrahlquelle eine klare Kontur des Schattens ermöglicht, auch wenn die schattenwerfende Figur vom Schattenschirm abgehoben und bewegt wird.

### Erweiterung der dramaturgischen Möglichkeiten
Das Halogenlicht führte zu einer Erweiterung der Darstellung. Durch das Entfernen des Objektes vom Schattenschirm kann der Schatten auch verzerrt und überdehnt werden und ist nicht mehr allein ein Abbild der Figur. Durch das Bewegen der Figuren im Raum bei gleichbleibender Schärfe der Kontur auf dem Schattenschirm lassen sich auch dreidimensionale Figuren und Szenenbilder verwenden und scheinbar dreidimensionale Schattenbilder erzeugen. Es wird nicht nur hinter, sondern auch vor der Leinwand gespielt. Durch die Schärfe der Abbildung, die durch Halogenlicht entsteht, ist es möglich, neue Materialien wie zum Beispiel Profilgläser, Farb- und Polarisationsfolien zu verwenden. Durch Verwendung von Stromreglern (Dimmern) und Irisblenden erweitern sich die dramaturgischen Mittel des Genres.

#### Schattentheaterzentrum, Festival und Kurse
1988 fand auf Initiative von Rainer Reusch das erste Schattentheaterfestival in Schwäbisch Gmünd statt. Ein Jahr später wurde in Zusammenarbeit mit dem Weltverband der Puppenspieler (UNIMA) ein Internationales Schattentheater Zentrum (ISZ) gegründet. Ein Archiv mit Informationen über bedeutende Bühnen wurde eingerichtet, das bis dahin wenig bekannte zeitgenössische Schattentheater erforscht, die Ergebnisse in vier Büchern veröffentlicht und ein Film mit dem Titel „SchattenWelten“ produziert. Außerdem werden seit 2008 Kurse im modernen Schattentheater angeboten.